# ブラストクロリス属
ブラストクロリス属（Blastochloris）はプロテオバクテリア門アルファプロテオバクテリア綱ヒフォミクロビウム目ブラストクロリス科の属の一つである。
2023年現在、ブラストクロリス科唯一の属である。

## 概要
Blastochlorisは、ギリシャ語で「蕾」を意味する名詞"blastos"と、ギリシャ語で「緑」を意味する形容詞"chloros"を組み合わせた造語であり、「緑の蕾」を意味する。
グラム陰性の卵形の桿菌であり、極性生長や出芽、非対称細胞分裂を行う。ときにロゼット状の凝集物を形成する。亜極鞭毛による運動性を持つ。光の存在下で嫌気的に生育する光従属栄養性（photoheterotrophic）である。暗所での好気性的生育も可能である。光従属栄養的に生育するときの細胞は細胞内膜を含み、この膜は細胞質膜の内側で平行に存在するラメラである。光合成色素はBChl bとカロテノイドである。明所で培養したコロニーは緑又はオリーブグリーンを呈する。炭素源且つ電子供与体として多数の単純な有機化合物を用いた光従属有機栄養的生育が好ましい生育形式である。ユビキノン（Q-8～-10）とメナキノン（MK-7～-9）の両方を持つ。ゲノムDNAのGC含量は66～71mol%である。

## 種

### ブラストクロリス・ビリディス（Blastochloris viridis）
viridisは、ラテン語で「緑」を意味する形容詞である。最初はロドシュードモナス属（Rhodopseudomonas）に分類されていたが、1997年に現在の属に指定され直された。タイプ株はATCC 19567 (= DSM 133、= G. Drews F)である。この株の16S rRNA遺伝子配列のGenBank/EMBL/DDBJアクセッション番号はAF084495である。

### ブラストクロリス・スルフォビリディス（Blastochloris sulfoviridis）
sulfoviridisは、ラテン語で「硫黄」を意味する中性名詞"sulphur"と、ラテン語で「緑」を意味する形容詞"viridis"を組み合わせた造語である。最初はロドシュードモナス属に分類されていたが、1997年に現在の属に指定され直された。タイプ株はDSM 729 (= V. M. Gorlenko P1)である。この株の16S rRNA遺伝子配列のGenBank/EMBL/DDBJアクセッション番号はD86514である。

### Blastochloris gulmargensis
gulmargensisは、新ラテン語で「（印カシミールのリゾート地）Gulmargに関連する」を意味する女性形容詞である。この命名は、この細菌のタイプ株が発見された土地に由来する。タイプ株はJA248T(= JCM 14795T、= DSM 19786T)である。この株の16S rRNA遺伝子配列のGenBank/EMBL/DDBJアクセッション番号はAM502287である。

### Blastochloris tepida
tepidaは、ラテン語で「ぬるい」を意味する女性形容詞である。タイプ株はGIT（= ATCC TSD-138、= DSM 106918）である。この株の16S rRNA遺伝子配列のGenBank/EMBL/DDBJアクセッション番号はMG725814である。

## 歴史
- 1997年に、16S rRNA遺伝子配列解析によるロドシュードモナス・ビリディスとロドシュードモナス・スルフォビリディスの系統発生学的位置の調査の結果、2つの種は密接に関連し、且つロドシュードモナス属とは異なることが判明したことが報告された。このときに、ブラストクロリス属が提案され、両種はこの属に変更された[1]。
- 2011年に、印カシミール渓谷から採取された環境サンプルからBlastochloris gulmargensisが発見されたことが報告された[5]。
- 2019年にBlastochloris tepidaが発見されたことが報告された[7]。